# Josephat Kiprono
Josephat Kiprono (* 12. Dezember 1973 bei Kaptagat) ist ein kenianischer Marathonläufer.
1997 siegte er beim Grand Prix von Bern über zehn Meilen.
1999 gewann er den Berlin-Marathon in seiner persönlichen Bestzeit von 2:06:44 h, 2000 den Rom-Marathon und 2001 den Rotterdam-Marathon, bei dem er 2003 den dritten Platz belegte.